# ゴースト・オブ・ガールフレンズ・パスト
『ゴースト・オブ・ガールフレンズ・パスト』（Ghosts of Girlfriends Past）は、2009年のアメリカ合衆国のロマンティック・コメディ。監督はマーク・ウォーターズ、出演はマシュー・マコノヒーとジェニファー・ガーナーなど。イギリスの文豪チャールズ・ディケンズの中編小説『クリスマス・キャロル』を翻案した作品である。
日本劇場未公開だが、日本ではDVDが2009年11月18日に発売された。なお、WOWOWで放送された際のタイトルは『ゴーストたちの恋愛指南!』。

## ストーリー
人気カメラマンのコナー・ミードは超が付くプレイボーイで、確かに女にはモテるが、誠実さの欠片もない男である。
ある日、コナーは、唯一の肉親である弟ポールの結婚式のリハーサルで幼なじみで初恋の相手であるジェニーに再会し、ときめきを覚える。
そんなコナーの前に、コナーの親代わりであり、色恋の師匠でもあった亡き叔父ウェインが亡霊として現れる。
今のような生活をやめるように諭すウェインは、これから3人の女の霊がコナーの前に現れると告げ、姿を消す。
3人の女の霊たちに、過去と現在、そして未来に誘（いざな）われたコナーは、改めて自分自身を見つめ直すことになる。

## キャスト
- コナー・ミード: マシュー・マコノヒー
- ジェニー: ジェニファー・ガーナー
- ウェイン叔父さん: マイケル・ダグラス
- ポール: ブレッキン・メイヤー - コナーの弟。
- サンドラ: レイシー・シャベール - ポールの婚約者。
- サンドラの父: ロバート・フォスター
- サンドラの母: アン・アーチャー
- カリア: クリスティーナ・ミリアン

## 作品の評価
Rotten Tomatoesによれば、批評家の一致した見解は「『クリスマス・キャロル』の焼き直しで、『バッド・チューニング』での役を焼き直しているマシュー・マコノヒーが出演している『ゴースト・オブ・ガールフレンズ・パスト』には、オリジナリティも、ユーモアも、そしてうわべだけの魅力すらもない。」であり、144件の評論のうち高評価は28%にあたる40件で、平均点は10点満点中4.30点となっている。
Metacriticによれば、29件の評論のうち、高評価は7件、賛否混在は11件、低評価は11件で、平均点は100点満点中34点となっている。